# Merodon melanocerus
Merodon melanocerus är en tvåvingeart som beskrevs av Mario Bezzi 1915. Merodon melanocerus ingår i släktet narcissblomflugor, och familjen blomflugor. Inga underarter finns listade i Catalogue of Life.